# Mosdværgulvefod
Mosdværgulvefod (Selaginella selaginoides), Mos-dværgulvefod, dværgulvefod eller nordisk dværgulvefod - danner 3-8 centimeter høje mosagtige tuer i blandt andet hedemoser. Planten har en overfladisk lighed med visse typer mos, men ulvefod tilhører ikke mosserne.

## Beskrivelse
Mosdværgulvefod danner få cm høje mosagtige tuer af ganske fine krybende stængler og opstigende grene med tornet-tandede blade. Planten kan udover mos også minde om Ulvefod, men er spinklere. Stænglerne ender i grønne til grøngule aks som kan være svære at skelne fra resten af planten. Aksene bærer sporehusene, der øverst er små og nederst store.
Højde: 3-8 cm.

## Voksested
Mosdværgulvefod forekommer fortrinsvis på fugtig og neutral til kalkholdig bund. Den er meget sjælden i Danmark, hvor den kun er kendt fra Nordjylland i hedemoser, klitlavninger, strandoverdrev og på tuer i kalkkær.
Arten er udbredt i resten af Skandinavien, inklusive Island og Færøerne, og de nordlige dele af Asien og Nord-Amerika inklusiv Grønland.
I Danmark er den i tilbagegang, og er regnet som en truet art på den danske rødliste.

## Læs mere
- Arne og Anna-Lena Anderberg: Den virtuella floran, Naturhistoriska riksmuseet (svensk)
- Naturbasen - Billeder og udbredelse i Danmark af Mosdværgulvefod

| Botanik | Spire Denne botanikartikel er en spire som bør udbygges. Du er velkommen til at hjælpe Wikipedia ved at udvide den. |